# Notre-Dame-de-la-Mer
Notre-Dame-de-la-Mer ist eine französische Gemeinde mit 734 Einwohnern (Stand: 1. Januar 2022) im Département Yvelines in der Region Île-de-France und gehört zum Arrondissement Mantes-la-Jolie und zum Kanton Bonnières-sur-Seine. 
Sie entstand als Commune nouvelle mit Wirkung vom 1. Januar 2019 durch die Fusion der bisherigen Gemeinden Jeufosse und Port-Villez auf der Grundlage eines Dekrets vom 27. September 2018, korrigiert am 24. Oktober 2018.

## Gliederung
| Ortsteil                   | ehemaliger INSEE-Code | Fläche (km²) | Einwohnerzahl (2019) |
| -------------------------- | --------------------- | ------------ | -------------------- |
| Jeufosse (Verwaltungssitz) | 78320                 | 3,57         | 418                  |
| Port-Villez                | 78503                 | 5,35         | 269                  |

## Geografie
Notre-Dame-de-la-Mer liegt etwa 50 Kilometer westnordwestlich von Paris an der Seine.
| Vernon | Giverny                  | Limetz-Villez                   |
| Blaru  | Kompass                  | Limetz-Villez, Bennecourt       |
|        | La Villeneuve-en-Chevrie | Bennecourt, Bonnières-sur-Seine |

## Sehenswürdigkeiten

### Jeufosse
- Kirche Saint-Germain-de-Paris, seit 1926 Monument historique
- Kapelle Notre-Dame-de-la-Mer, 1855 erbaut

### Port-Villez
- Reste eines gallorömischen Oppidums und eines römischen Feldlagers
- Kirche Saint-Pierre aus dem 12. Jahrhundert

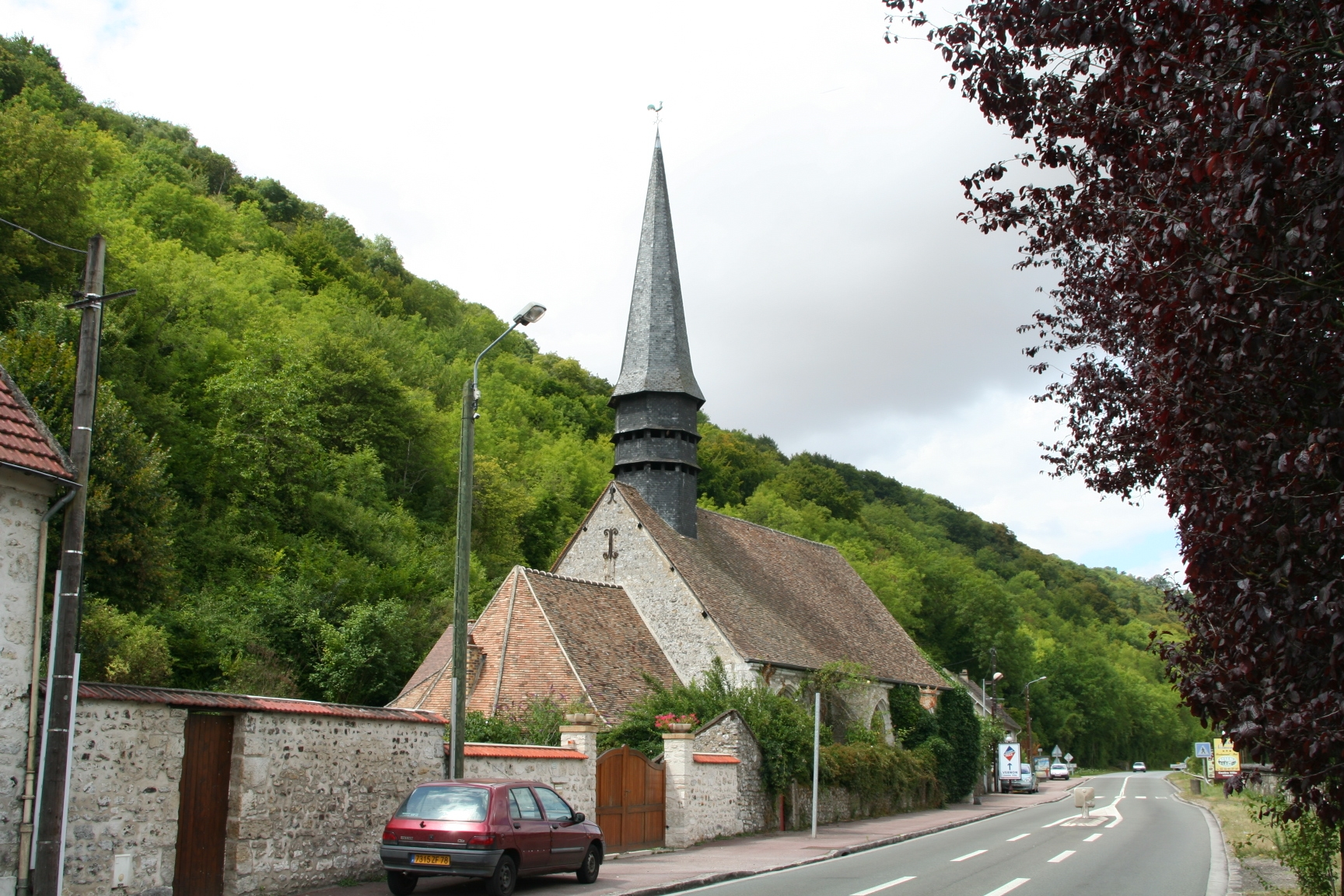
Kirche Saint-Germain-de-Paris
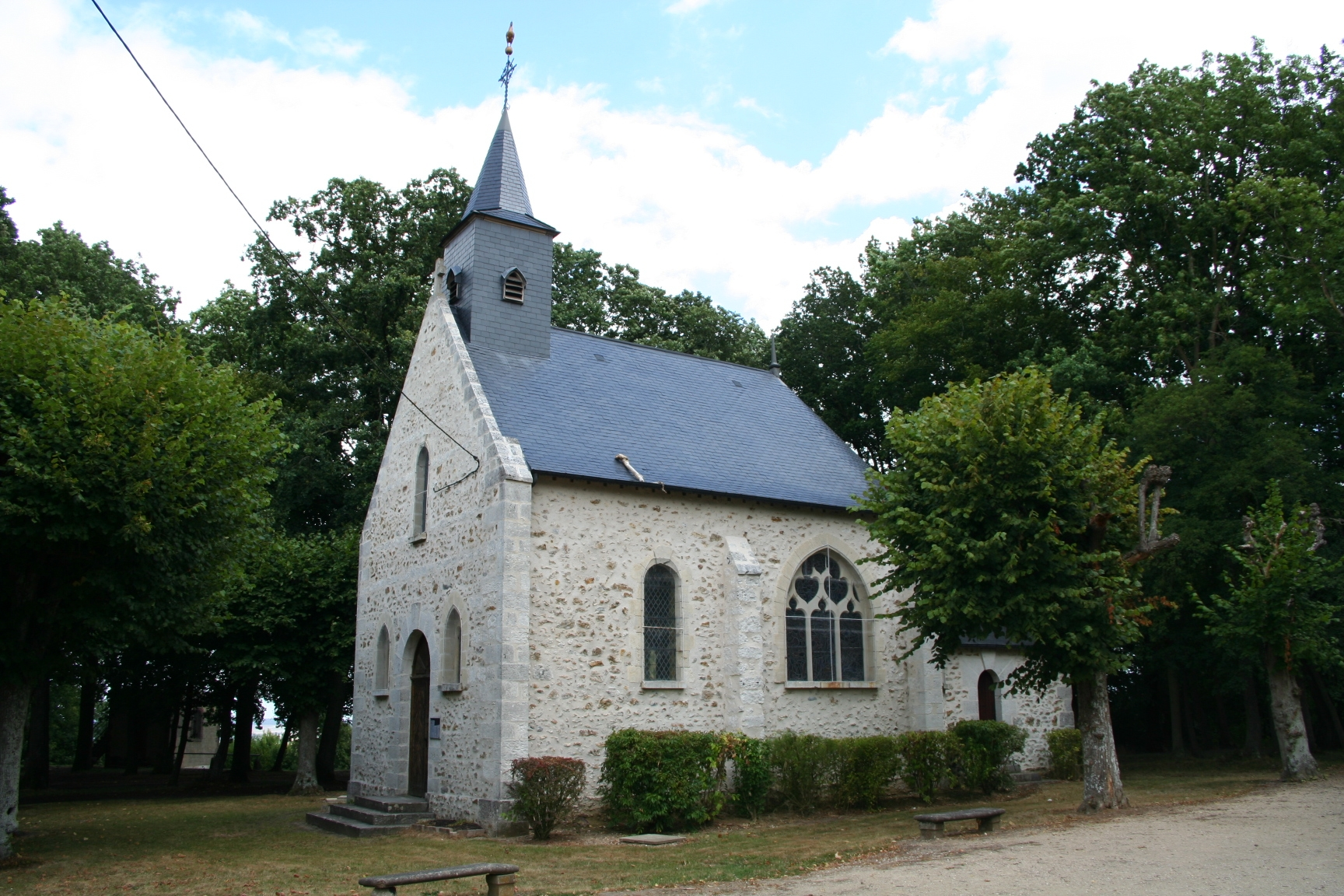
Kapelle Notre-Dame-de-la-Mer
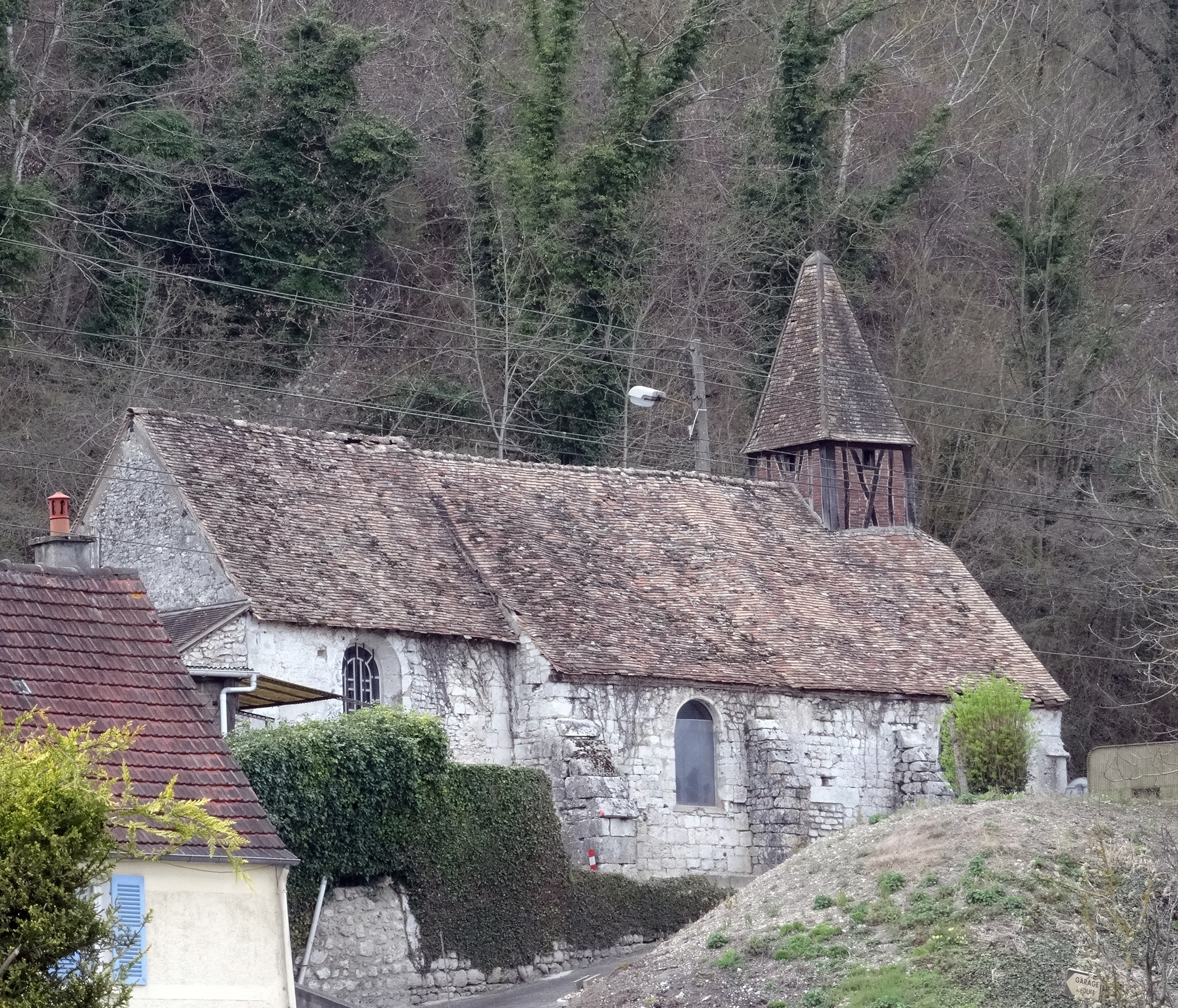
Kirche Saint-Pierre